# 일과성 고관절 활액막염
일과성 고관절 활액막염(一過性股關節滑液膜炎, transient synovitis of the hip, toxic synovitis)은 고관절의 주머니의 활막에 염증이 있는 자가 제한 질병이다.
일과성 고관절 활액막염은 3~10세 사이의 어린이들에게 영향을 미친다. (그러나 3개월 유아와 일부 성인에게도 발견되었다는 보고가 있다) 아동의 급성 고관절, 사지 통증의 가장 흔한 병인이다. 소년이 소녀보다 2~4배 더 영향을 받는다. 구체적인 병인은 알려져 있지 않다. 최근의 바이러스 감염(가장 흔한 것으로는 상기도 감염) 또는 정신적 외상이 병인으로 상정되고 있지만 이들은 사례 중 각각 30%와 5%에만 보고되어 있다.

## 치료
치료에는 필요한 경우 진통제, 휴식, 그리고 발목관절 사용을 고려할 수 있다.